# Giovanni Hernández
Giovanni Hernández Soto (Cali, 16 giugno 1976) è un allenatore di calcio ed ex calciatore colombiano, di ruolo centrocampista, tecnico dell'Atlético FC.

## Carriera

### Club
Dal 1995 al 2003 gioca nel Campionato di calcio colombiano, girando diverse squadre come Once Caldas, Deportivo Cali e América de Cali. Durante questo periodo arrivano la prima chiamata in nazionale, e la vittoria della Copa América 2001.
Dal 2003 al 2006 Giovanni è invece in Argentina, dove gioca nelle file del Colon, squadra in cui disputa più di 100 partite, ma allo stesso tempo perde la nazionale.
Nel 2007 c'è una nuova svolta per la sua carriera, ovvero il trasferimento ai cileni del Colo Colo, squadra in cui vince due campionati (Apertura e Clausura) e si riguadagna la convocazione in nazionale.

### Nazionale
Con i Cafeteros, Giovanni ha disputato 24 partite segnando 4 gol, e ha vinto la Copa América 2001. Inoltre ha segnato 3 reti nella Confederations Cup 2003.

## Palmarès

### Giocatore

#### Competizioni nazionali
- Campionato cileno: 5

Colo-Colo: 2006 (Apertura e Clausura), 2007 (Apertura e Clausura), 2008 (Clausura)
- Campionato colombiano: 2

Atlético Junior: 2010-I, 2011-II